# Чонг-Кеминская долина
Чонг-Кеминская долина занимает огромный восточный уголок Северного Тянь-Шаня, простираясь на протяжении 120 км от реки Чу до горного узла Кемин — Челек. Эта межгорная полоса ограничена с юга Кунгей Ала-Тоо и с севера Заилийским Ала-Тоо. Самое широкое место долины достигает 10 км, а ширина дна нижней и верхней части редко превышает 1 км. Верхняя часть долины, известная как Кёк-Ойрок, славится летними пастбищами. Абсолютная высота устья реки Чон-Кемин составляет 1340 м, в то время как дно долины поднимается до высоты 3300 м (на слиянии речек Ак-Суу и Челек). На протяжении широкого участка долины, от устья речки Чимбулак до Ак-Таш-Короо, можно встретить населенные пункты. Равнинные участки дна долины идеально подходят для сельскохозяйственных культур.